# Actaletidae
Actaletidae es una familia de Collembola. Esta familia comprende 11 especies descritas.

## Taxonomía
- Género Actaletes Giard, 1889 (1 especie)
- Género Spinactaletes Soto-Adames, FN, 1988 (10 especies)